# Londense polyglotbijbel

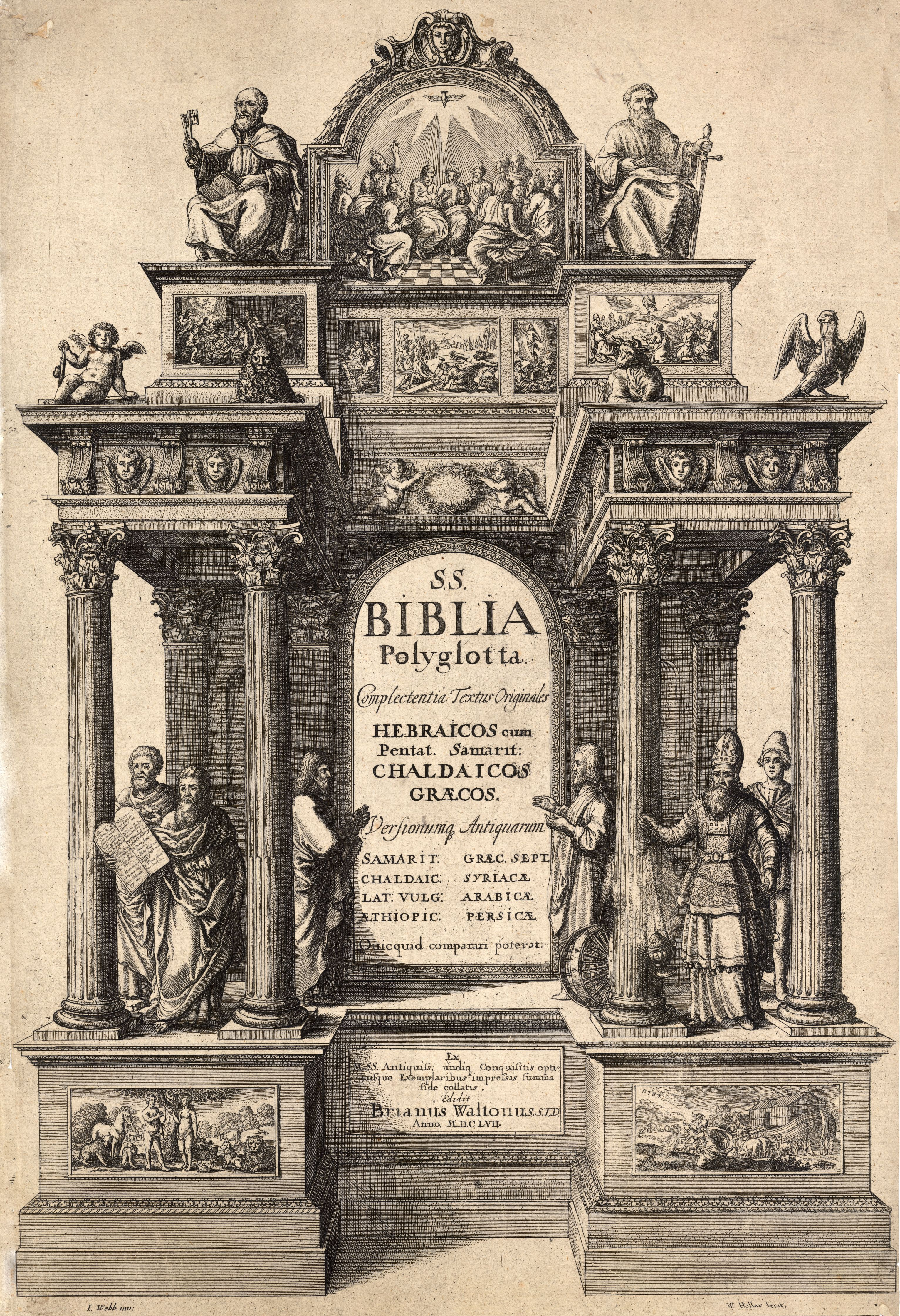
Titelpagina van de bijbel. Tussen de pilaren staan Mozes (links) en Aäron (rechts). Verder onder meer afbeeldingen van Eva en Adam in het paradijs(links beneden) en de ark van Noach (rechts beneden). Helemaal boven wordt het gestelde in Handelingen 2 verbeeld waarin de apostelen een menigte vreemdelingen allemaal in hun eigen moedertaal toespreken

De Londense  polyglotbijbel was de laatste van de in totaal vier grote polyglotbijbels die in de zestiende en zeventiende eeuw in Europa werden gedrukt. De drie daarvoor waren de Complutensische polyglotbijbel (1514 -1517), de Antwerpse polyglotbijbel (1568-1572) en de Parijse polyglotbijbel (1629-1645). De Londense bijbel werd in zes delen  gedrukt. Het eerste deel verscheen in 1654, het tweede in 1655, het derde in 1656. De drie laatste delen verschenen in 1657. Deze bijbel bevatte in totaal negen talen waarin teksten werden gedrukt. Dat waren Hebreeuws, Aramees, Samaritaans, Grieks, Latijn, Syrisch, Ethiopisch, Arabisch en  Perzisch. Van alle niet-Latijnse teksten was een Latijnse vertaling aanwezig. 
Bij de initiatiefnemers en/of drukkers van de eerste drie polyglotbijbels had de onderneming tot grote financiële moeilijkheden en ook wel  compleet bankroet geleid. De Londense  polyglotbijbel was het eerste literaire werk in Engeland waar men van tevoren op kon intekenen. Voor een bedrag van £ 10. kreeg men de gehele bijbel. Ruim binnen een jaar was op deze wijze ruim  £4000 beschikbaar gekomen.  Het was voldoende op om het drukproces zonder financiële risico's aan te vangen. Ter vergelijking; de aankoopprijs van de Parijse polyglotbijbel bedroeg in het eerste stadium het vijfvoudige.  
De typografie en het kaartmateriaal van deze bijbel was vergeleken met de andere en vooral met die van zijn directe voorganger, de Parijse bijbel, aan de sobere kant. Deze bijbel was echter in wetenschappelijk opzicht veruit superieur aan de andere. Tot in de negentiende eeuw werd deze bijbel gebruikt als het voornaamste werk voor kritisch bijbelonderzoek. 

## Achtergrond

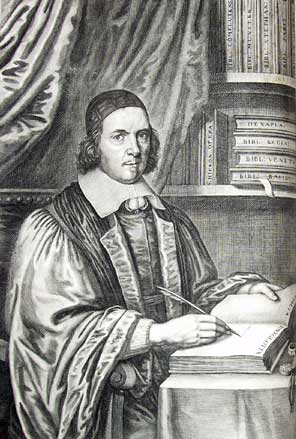
Dit portret van Brian Walton wordt in de bijbel afgebeeld direct links van de titelpagina

De initiatiefnemer en belangrijkste redacteur voor deze polyglotbijbel was de Anglicaanse priester en geleerde Brian Walton ( 1600-1661). Hij was na 1640 in moeilijkheden gekomen als gevolg van zijn opvattingen waarin hij zich als een aanhanger van de High Church manifesteerde.  Hij werd gedwongen tot een vroege pensionering en verbleef vanaf 1641 in Oxford. Als tijdens de Engelse Burgeroorlog die  stad in 1646 wordt ingenomen door de republikeinse troepen verhuist hij naar Londen. Hij schreef daar in 1652 een voorstel voor het drukken van een nieuwe polyglotbijbel. 
Het voorstel kreeg aanvankelijk enige weerstand. Er was een groep puriteinse geestelijken die een polyglot versie van een bijbel met verschillende inhoudelijke tekstvarianten beschouwden als een ondermijning van het gezag van de bijbel. Het was met name John Owen die tegen dit voornemen fulmineerde. Walton beantwoordde die kritiek in een publicatie Introductio ad lectionem Linguarum Orientalium (Inleiding tot de studie van oosterse talen) die in 1654 verscheen. Hij beschreef hierin een geschiedenis van die talen, de relatie van die talen tot elkaar en een gedetailleerde grammatica van elk van de negen talen in de polyglotbijbel. Hij benadrukte dat er grote voordelen waren in het format van verschillende versies omdat dit de mogelijkheid bood de geschiedenis van de transmissie van de bijbel te zien. Het zou fouten die gedurende dat proces in de tekst waren gekomen kunnen corrigeren. Walton bedoelde daarmee vooral vroegere redacteuren zoals de masoreten. Kennis van meerdere oude, oosterse teksten van de bijbel zou helpen in het vaststellen van de echte betekenis van de originele tekst.  
Walton wist voor zijn voorstel een ruim voldoende aantal geleerden te interesseren die hun steun en medewerking toezegden. Dat waren onder meer de oriëntalisten Thomas Hyde en Edmund Castell die gelijktijdig en daarnaast werkte aan zijn Lexicon Hexaglotton alsmede James Ussher. Een groot deel van hen waren net zoals Walton zelf overtuigd royalist. 
Hij kreeg desondanks enige ondersteuning van het Engelse Gemenebest en Oliver Cromwell. De - grote - hoeveelheid benodigd papier die geïmporteerd moest worden werd vrijgesteld van de gebruikelijke belastingheffing. Dat leidde tot aanzienlijk minder productiekosten en een lagere prijs. De belangstelling van Cromwell werd duidelijk gemaakt in de inleiding. Het werk was oorspronkelijk ook aan hem opgedragen. Cromwell overleed  kort nadat de eerste exemplaren van de gehele bijbel gereed waren. Deze exemplaren worden dan ook benoemd als de republikeinse. Het grootste deel van de exemplaren werd daarna opgedragen aan  Karel II. Deze worden benoemd als de koninklijke exemplaren.

## De bijbel

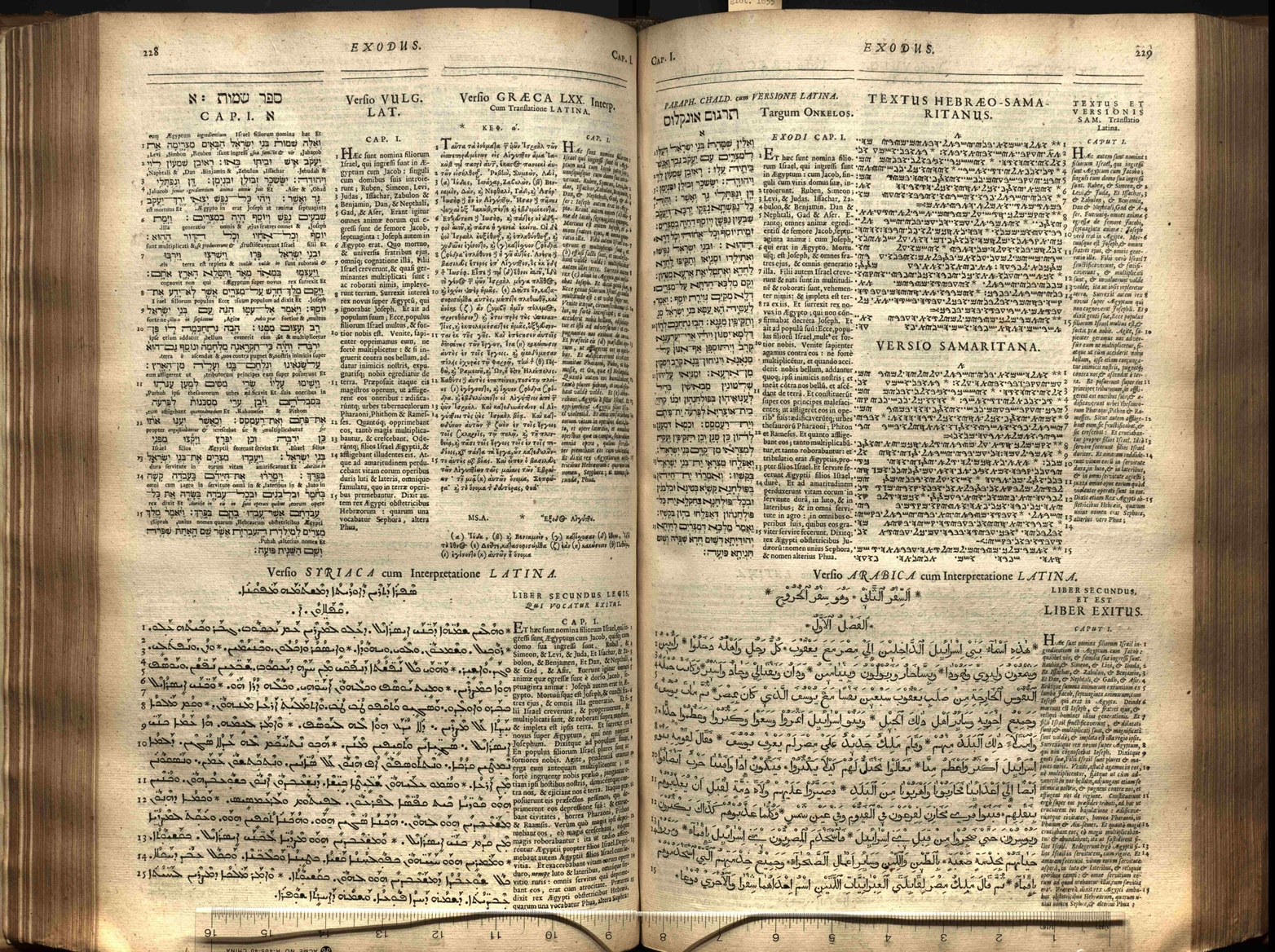
Een dubbelpagina uit deze bijbel

Net zoals de andere polyglotbijbels maakte de Londense bijbel ook gebruik van teksten van voorgangers. Het bevatte voor een deel dezelfde teksten als die in de Antwerpse en Parijse bijbel. Het Hebreeuws van het Oude Testament, het Grieks van het Nieuwe Testament en de Aramese targoems van Onkelos en Jonathan waren gebaseerd op de versies in de Antwerpse bijbel. Het Arabisch, Syrisch en Samaritaans was gebaseerd op de Parijse bijbel. Er werd echter wel gebruik gemaakt van verbeterde en gecorrigeerde versies. Het Hebreeuwse Oude Testament werd vergeleken met de nieuwe Venetiaanse Rabbijnse Bijbel en de Aramese targoems met de tekst van Rabbijnse Bijbel van Johannes Buxtorf van 1619. Het Grieks van het Nieuwe Testament was gebaseerd op de uitgave van Robert Estienne. De tekst van de Vulgaat was gebaseerd op de Sixto-Clementijnse editie van 1592 en die van de Septuagint op de editie van 1597. Voor de Latijnse vertaling van het Oude Testament werd gebruikt gemaakt van de interlineaire  editie van Sante Pagnini van 1528. De Parijse bijbel die slechts iets eerder dan een decennium daarvoor verscheen had aanzienlijk ouder materiaal gebruikt. 
De Londense bijbel bevatte ook een aantal volstrekt nieuwe elementen. Het voegde het Nieuwe Testament, het Psalter en de Psalmen van Salomo in het Ethiopisch toe. Het voegde ook de Palestijnse targoem en die van Pseudo-Jonathan toe alsmede de Pentateuch en de vier evangeliën in het Perzisch. De Perzische tekst van de Pentateuch was gebaseerd op een vertaling in het Judeo-Perzisch die deel had uitgemaakt van de Constantinopel polyglot van 1546. Thomas Hyde transcribeerde die tekst naar het Perzisch alfabet en zorgde voor een Latijnse vertaling.  In het vierde deel waren twee Hebreeuwse versies aanwezig van het deuterocanonieke boek van Tobit.
Ook nieuw waren  de zeer uitgebreide inleiding en verantwoording.  De tekst opent in het eerste deel met een proloog dat onder meer zestien essays bevat over de natuur en oorsprong van taal. Het beschrijft verder de geschiedenis van de in de polyglot gebruikte bijbeledities alsmede de variaties en verschillen daartussen.  Het laatste deel bevat een aantal lijsten en excerpten van de werken van een aantal geleerden op het continent, zoals Flaminio de Nobili, Franciscus Lucas en Hugo de Groot. Van de laatste is zijn Annotationes in Novum Testamentum opgenomen. 